# Ōkunitama-jinja

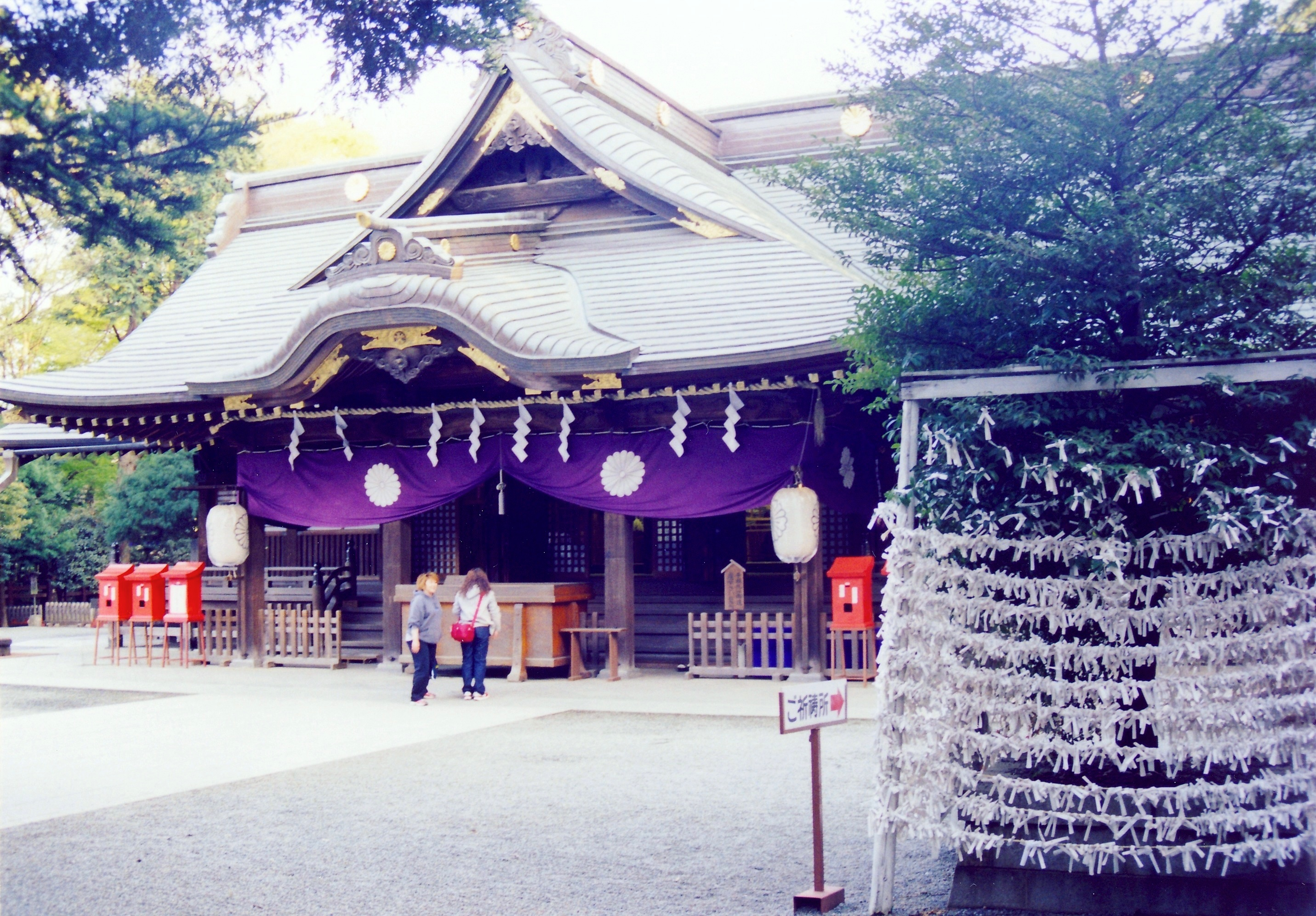
Haiden : bâtiment consacré au culte.

L'Ōkunitama-jinja (大國魂神社) est un sanctuaire shinto situé à Fuchū, dans l'agglomération de Tokyo, au Japon.
Six différents sanctuaires de la province de Musashi sont rassemblés et leurs divinités shintō (kamis) y sont vénérées.
L'Ōkunitama-jinja fait partie des cinq principaux sanctuaires de Tokyo, les autres étant le Tōkyō-daijingū (東京大神宮), le Yasukuni-jinja, le Hie-jinja et le Meiji-jingū.

## Description

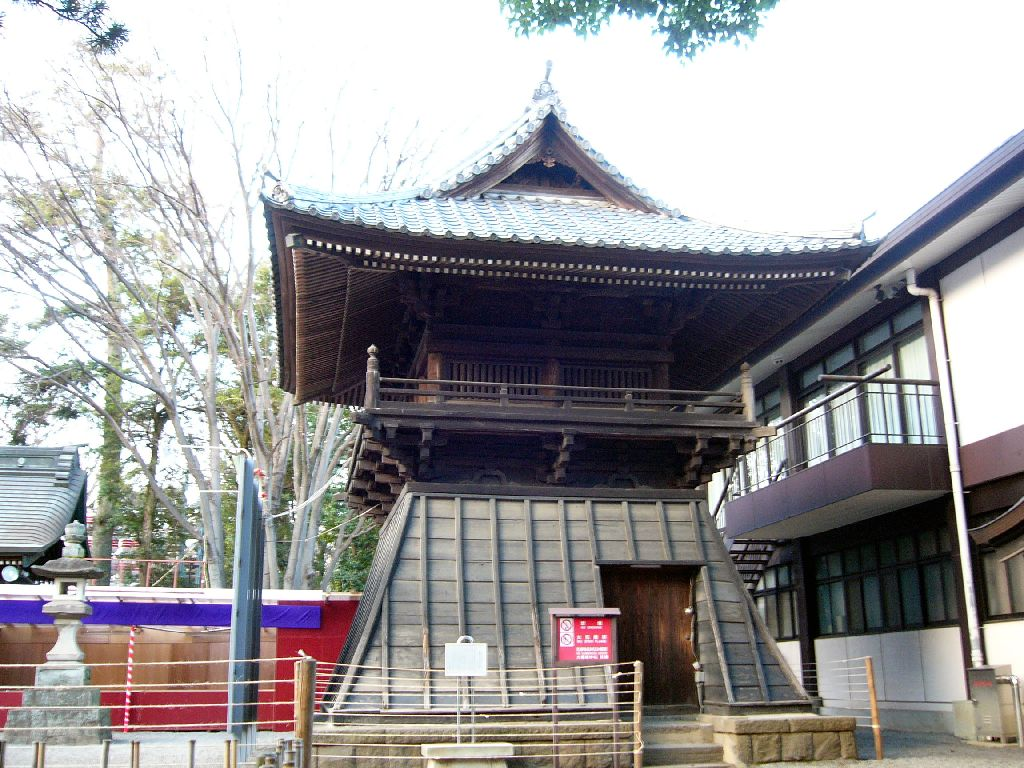
Tour du tambour.

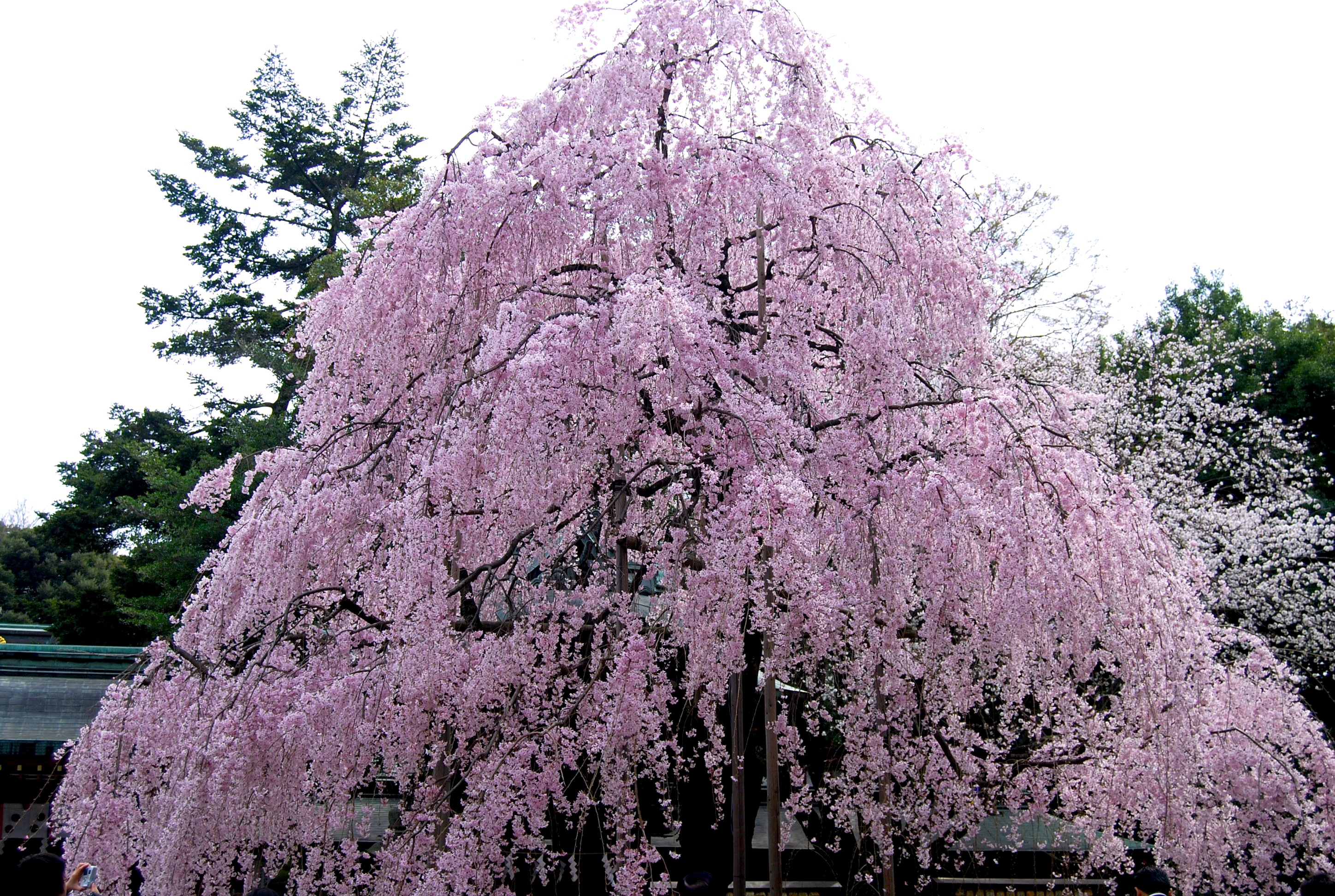
Cerisier.

L'Ōkunitama-jinja aurait été fondé en 111 par l'empereur Keikō. C'est ici que Minamoto no Yoritomo prie pour la survie de sa femme pendant son accouchement, tandis que Minamoto no Yoriyoshi et Minamoto no Yoshiie prient pour la victoire sur la province de Mutsu.
Le Kurayami matsuri, festival annuel du sanctuaire, apparaît sur une liste informelle comme l'un des trois plus anciens festivals de la région de Kantō.
Le sanctuaire compte de nombreux bâtiments et centres d'intérêt. À côté des bâtiments  du sanctuaire principal existent sept petits sanctuaires qui sont le Matsuo-jinja, le Tatsumi-jinja, le Tōshōguu-jinja, le Sumiyoshi-jinja, l'Ōwashi-jinja, le Miyanome-jinja et l'Inari-jinja. S'y trouvent également un ring de sumo et un mémorial de la guerre russo-japonaise ainsi que les restes de l'ancien bureau provincial de Musashi.

## Histoire
- 111 : établissement par l'empereur Keikō en 41 (年).
- 111 : fondation le 5 mai.
- 645 (ère Taika) : devient saijyo ou kokuga (国衙), principal sanctuaire de Musashi.
- ?  : six sanctuaires sont honorés, le nom devient « Musashi-sousha rikusho-guh ».
- 1062 : Minamoto no Yoriyoshi et son fils Minamoto no Yoshiie donnent des milliers de pousses de zelkova.
- 1182 : Minamoto no Yoritomo fait une invocation en faveur du bon accouchement de son épouse.
- 1186 : Minamoto no Yoritomo construit des pavillons du sanctuaire.
- 1590 : Tokugawa Ieyasu donne 500 koku et construit des pavillons du sanctuaire.
- 1646 : le sanctuaire est incendié.
- 1167 : Tokugawa Ietsuna reconstruit les pavillons du sanctuaire.
- 1872 : le nom du sanctuaire change pour celui de « Ohkunitama-jinjya ».
- 1875 : est désigné « Fuken-sha ».
- 1886 : est désigné kanpei-shosha.